# Amadeo Carrizo
Amadeo Raúl Carrizo Larretape (ur. 12 czerwca 1926 w Rufino, zm. 20 marca 2020 w Buenos Aires) – piłkarz argentyński noszący przydomki Tarzán oraz Mano, bramkarz. Wzrost 188 cm, waga 86 kg.
Carrizo urodził się w Rufino, leżącym w prowincji Santa Fe. W pierwszej lidze argentyńskiej zadebiutował 6 maja 1945 w barwach River Plate, w meczu, w którym jego zespół pokonał 2:1 CA Independiente.
Grając w barwach River Plate występował obok takich graczy jak José Manuel Moreno, Félix Loustau, Adolfo Pedernera, Ángel Labruna czy Alfredo Di Stéfano. Sześciokrotnie zdobył mistrzostwo Argentyny – w 1945, 1952, 1953, 1955, 1956 i 1957.
Jako piłkarz River Plate by w kadrze reprezentacji Argentyny podczas finałów mistrzostw świata w 1958 roku, gdzie Argentyna odpadła już w fazie grupowej. Zagrał we wszystkich 3 meczach – z Niemcami (stracił 3 bramki), Irlandią Północną (stracił 1 bramkę) i Czechosłowacją (stracił 6 bramek).
Carrizo razem ze swym klubem dotarł do finału Copa Libertadores 1966, gdzie jednak po trzech spotkaniach uległ urugwajskiemu klubowi CA Peñarol. Dotarł także do półfinału Copa Libertadores 1967. Łącznie w ramach turnieju Copa Libertadores wystąpił w 25 spotkaniach.
W 1968 roku Carrizo ustanowił jednocześnie dwa rekordy swoich czasów – rozegrał najwięcej (513) spotkań w pierwszej lidze argentyńskiej oraz w 8 meczach z rzędu nie stracił bramki.
W 1969 przeniósł się do Peru, gdzie grał w klubach Alianza Lima i Juan Aurich Chiclayo. Od 1970 grał w lidze kolumbijskiej w barwach klubu Millonarios FC, w którym w następnym roku zakończył karierę.
Carrizo należy do pionierów wielu technik i strategii bramkarskich. Jest pierwszym w historii bramkarzem, który w celu obrony bramki opuścił swoje pole karne oraz jako pierwszy zastosował wykopy w celu zapoczątkowania kontrataku swojej drużyny. Jego sposób gry naśladowało później wielu słynnych bramkarzy południowoamerykańskich, jak Hugo Gatti, René Higuita czy José Luis Chilavert. Był specjalistą w obronie rzutów karnych.
Nigdy nie wziął udziału w turnieju Copa América.